# Dietrich Kothe
Dietrich Kothe, Pseudonym Kothe-Opperau (* 20. Oktober 1938 in Opperau bei Breslau) ist ein deutscher Autor und Bildhauer.
Er wuchs in Landsberg am Lech auf und besuchte dort und am Maristenkolleg Mindelheim die Schule. Nach dem Studium in München folgten 40-jährige Lehrtätigkeiten u. a. im Fach Deutsch an verschiedenen beruflichen Schulen.
2003 wurde er dann als Studiendirektor in den Ruhestand verabschiedet.
Kothes literarisches und bildhauerisches Arbeiten führte zu verschiedenen Buch- und Presseveröffentlichungen sowie Ausstellungen unter seinem Pseudonym Hannes Kothe-Opperau.
In seinem literarischen Schaffen (in Epik und Lyrik) steht der Mensch, häufig aus existenzphilosophischer Sicht, im Mittelpunkt. Sein bildhauerisches Material ist zumeist Holz.

## Werke
'Confessio20 -Notizen zur Glaubenssuche in unserer Zeit', Fachliteratur, Aachen 2021, ISBN 978-3-8107-0344-6.
'Polis und Herzgebau', Lyrik, Bläschke Verlag, St. Michael A, 1981, ISBN 978-3-7053-1176-3
'Zeitläufte der Statisten', Erzählungen, Bläschke Verlag, St. Michael A, 1977, ISBN 978-3-87561-613-2
- Gandauers Ankunft, Roman, AAVAA, Berlin 2016, ISBN 978-3-8459-1767-2
- Traumgalerie, Erzn., AAVAA, Berlin 2014, ISBN 978-3-8459-1331-5
- Landglut Hopfensud, Roman, AAVAA, Berlin 2013, ISBN 978-3-8459-0982-0
- Zeitennehmer, Roman, AAVAA, Berlin 2013, ISBN 978-3-8459-0466-5
- Landpartie oder Auf der Suche sein: Geschichten vom Land mit Skulpturen des Autors. Wißner, Augsburg 2007, ISBN 978-3-89639-576-4
- Bärlapper – Ein ländlicher Fortgang, Erzählung. Verl.-Anst. Bayerland, Dachau 2002, ISBN 3-89251-317-1
- SchattenMann: eine Personenrede. Battert, Baden-Baden 1998, ISBN 3-87989-269-5

| Polis und Herzgebau : Gedichte / Dietrich Kothe |                                             |
| Person(en)                                      | Kothe, Dietrich (Verfasser)                 |
| Verlag                                          | St. Michael : Bläschke                      |
| Zeitliche Einordnung                            | Erscheinungsdatum: c 1981                   |
| Umfang/Format                                   | 84 S. : Ill. ; 21 cm                        |
| ISBN/Einband/Preis                              | 978-3-7053-1176-3 kart. 3-7053-1176-X kart. |
| Sprache(n)                                      | Deutsch (ger)                               |
| Sachgruppe(n)                                   | 830 Deutsche Literatur ; B Belletristik     |
| Literarische Gattung                            | Lyrik                                       |

1. Zeitläufte der Statisten
2. Seitenzahl der Print-Ausgabe  220 Seiten
3. Sprache  Deutsch
4. Herausgeber  Bläschke
5. Erscheinungstermin  1. Januar 1977
6. ISBN 3-87561-613-8
7. ISBN 978-3-87561-613-2

Next page